# Rolo, el marciano adoptivo
Rolo, el marciano adoptivo es una serie argentina de historieta de ciencia ficción con guion de Héctor Germán Oesterheld y dibujos de Francisco Solano López.

## Trayectoria editorial
La historieta Rolo, el marciano adoptivo comenzó a aparecer en mayo de 1957 durando un año exacto hasta mayo de 1958 a lo largo de trece episodios publicados en el Hora Cero mensual. El guion apareció firmado por C. de la Vega, un seudónimo de Oesterheld y dibujado por Solano López. Posteriormente Jorge Mora (seudónimo de su hermano Jorge Oesterheld) la prolongó tres episodios más para cerrarla definitivamente en agosto de 1958. 
Aventuras independientes guionadas también por Jorge Oesterheld aparecieron luego en el suplemento de Hora Cero Extra, siete en total, dentro de un tono y modalidad diferente ya insinuado en la continuación y que marcan las últimas apariciones de los personajes creados por Oesterheld. 
En abril de 2009, la revista de historietas Fierro publicó otra vez a Rolo, El marciano adoptivo.

## Argumento
La acción está ubicada en los años '50.
En contraposición al clásico buscador de aventuras, Rolo es un maestro de escuela primaria y también presidente de un club de barrio, que junto a su barra de amigos debe enfrentar una invasión extraterrestre. Rolo vive en un barrio de Buenos Aires y, por un hecho extraordinario, se convierte en héroe. El guion se detiene a detallar los rasgos que ubican al personaje y lo caracterizan. Vive solo en una pensión de barrio, y hay muchos libros en su habitación. Es medio día y trata de oír la radio mientras se prepara un par de huevos fritos. No puede oír la radio, porque hay interferencia. Es entonces cuando la cotidianidad se rompe y la aventura lo viene a buscar a las puertas del pequeño cuarto. La chica de la limpieza le informa asustada de que los extraños hombres que han alquilado la habitación del fondo de la casa quieren hablar con él. Ahí comienza el extrañamiento, que se incrementara exponencialmente a lo largo de la serie. Posteriormente la aventura incluye a sus amigos del barrio, un viaje espacial, y finalmente las felicitaciones del Presidente de la Nación, el por entonces Presidente argentino Arturo Frondizi.

## Valoración
A esta historieta se la considera un ensayo de la gran obra de Oesterheld, El Eternauta.
Como en El Eternauta, la verosimilitud de la acción se sostiene la utilización de los escenarios locales de un barrio porteño y por la aparición de instituciones populares como el club y la barra de amigos. Según Juan Sasturain, 

La novedad reside en que por primera vez –al no existir un héroe cuyo hábitat natural fuera lo fantástico– los personajes se revelan en la acción y se van haciendo héroes ante las circunstancias sucesivas. Lo que distingue a los protagonistas no es su excepcionalidad sino el hecho de ser enfáticamente corrientes, argentinos porteños inclusive típicos un exceso: “Rolo encarnaba la normalidad, el buen sentido y la inteligencia, y su imagen lo trasuntaba”, cuenta Solano López. Más inteligente que fuerte, de frente amplia y mirada penetrante, mediano y no demasiado musculoso. Y así los demás. Los personajes argentinos entraban en la historieta de aventuras de la mano de un realismo costumbrista de rasgos a veces cargados –el Crema– pero con la intención de no bastardearlos en la repetición de esquemas adaptados o copia de modelos.